# Oliver Kienle
Oliver Kienle (* 1982 in Dettelbach) ist ein deutscher Drehbuchautor und Regisseur. 

## Werdegang
Oliver Kienle wurde im Jahr 1982 in der Stadt Dettelbach im unterfränkischen Landkreis Kitzingen geboren, er wuchs im wenige Kilometer entfernten Rödelsee auf und besuchte das Armin-Knab-Gymnasium in der Kreisstadt Kitzingen. Kienle studierte zunächst Germanistik in Würzburg, danach folgte 2004 bis 2010 ein Regiestudium an der Filmakademie Baden-Württemberg. Während des Studiums sammelte er Erfahrung in der Film- und Videoproduktion und realisierte erste Kurzfilme und Musikvideos.
Bereits sein abendfüllender Abschlussfilm Bis aufs Blut – Brüder auf Bewährung (2010) wurde mehrfach ausgezeichnet, unter anderem beim bayrischen Filmpreis, beim Max Ophüls Festival und den First Steps Awards. Kienle drehte in der Funktion als Autor und Regisseur mit Die Vierhändige einen weiteren Kinofilm und führte bei zwei Fernsehfilmen, darunter ein Tatort, Regie. 2018 wurde die von ZDF und Arte produzierte sechsteilige Serie Bad Banks, für die Kienle als Head-Autor schrieb, auf der Berlinale als einzige deutsche Serie in der Sektion Berlinale Series uraufgeführt. Kienle ist auch für die zweite Staffel von Bad Banks als Head-Autor tätig.

## Filmografie

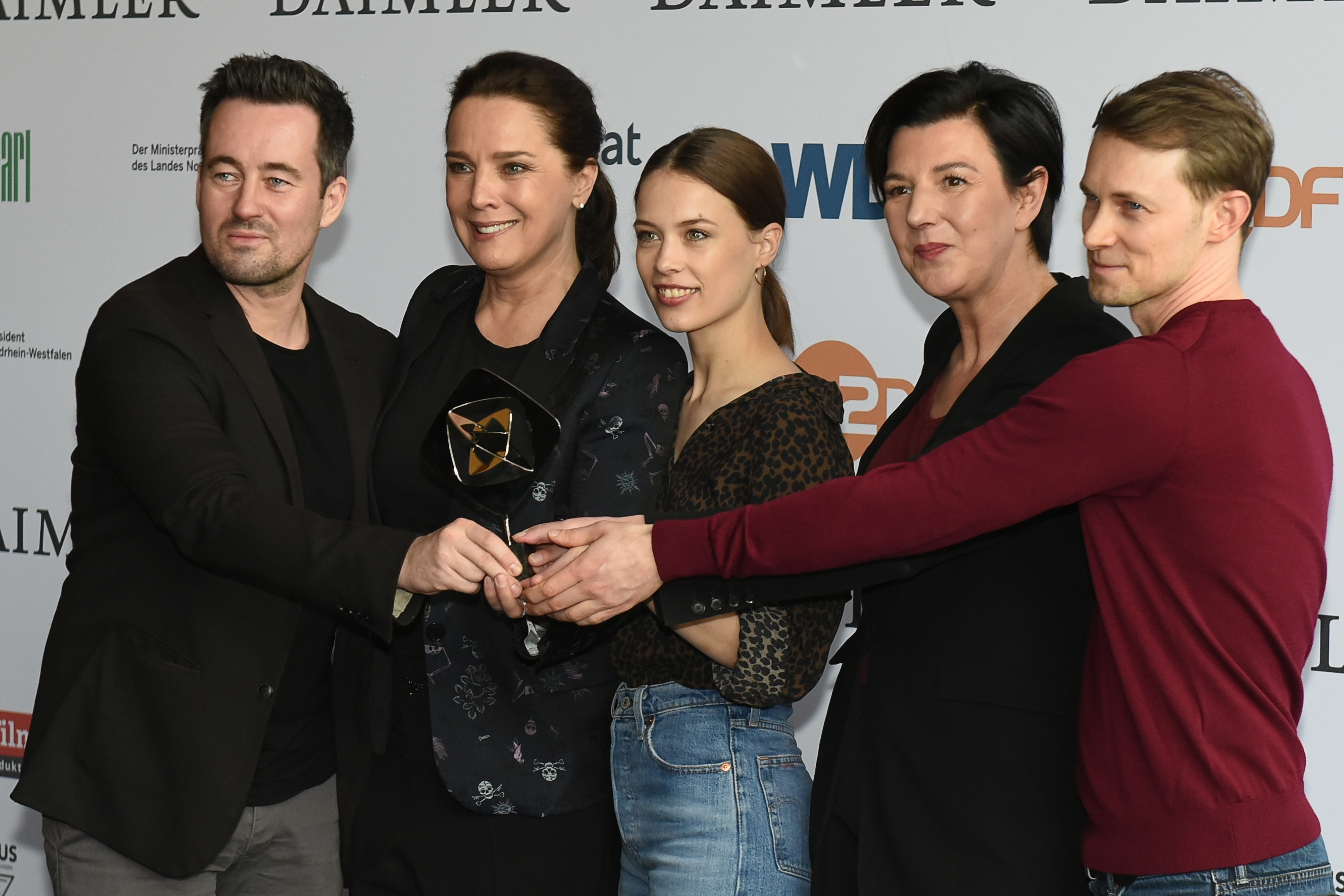
Oliver Kienle (re.) mit Christian Schwochow, Désirée Nosbusch, Paula Beer und Lisa Blumenberg bei der Verleihung des Grimme-Preises 2019 für Bad Banks

- 2005: Viola, Kurzfilm (Buch und Regie)
- 2008: Jana w@s here, mittellanger Film (Buch und Regie)
- 2010: Bis aufs Blut – Brüder auf Bewährung, Kinofilm (Buch und Regie)
- 2013: Tatort – Happy Birthday, Sarah, Fernsehfilm (Regie)
- 2016: Auf kurze Distanz, Fernsehfilm (Buch)
- 2017: Die Vierhändige, Kinofilm (Buch und Regie)
- 2018: Bad Banks, Fernsehserie (Head-Autor)
- 2020: Isi & Ossi, Netflixfilm (Head-Autor, Drehbuchautor und Regie)
- 2024: 60 Minuten, Netflixfilm (Buch und Regie)